# La Paz (Agusan do Sul)
La Paz é um município de  primeira classe de renda municipal (d) na província Agusan do Sul, nas Filipinas. De acordo com o censo de 1 de maio  de  2020 possui uma população de 30 969 pessoas e 6 583 domicílios.